# ABCニュース (オーストラリア)
ABCニュース （英：ABC News）は、オーストラリアの公共ニュース配信サービス。オーストラリア放送協会が運営している。
なお、日本の朝日放送（ABC）のテレビ番組『ABCニュース』及びラジオ番組『ABCニュース』とは無関係である。また、アメリカ合衆国のアメリカン・ブロードキャスティング・カンパニー（ABC）の子会社「ABCニュース」とも無関係である。

## ABCテレビジョンニュース
ABCテレビのニュースは、毎晩19:00に放送される州ベースのニュース放送も含め、1日を通して放送される。ニュース放送は、民間放送局のニュースに見られるよりも多くの国内および国際的なニュース項目を含む、州の関連性の問題に重点を置いている。

## 全国番組

ABCニュース旧ロゴ（2017年～2024年）

### ニュースブレックファスト（News Breakfast）
『ニュースブレックファスト』は、ABCテレビとABCニュース (オーストラリアのテレビチャンネル)で、メルボルンスタジオから平日6:00から9:00まで放送され、マイケル・ローランド (ニュースキャスター)とリサ・ミラー、スポーツプレゼンターのポール・ケネディ (オーストラリアのジャーナリスト)、気象プレゼンターのネイト・バーンが出演する。この番組は、オンラインおよびアジア太平洋地域のABCオーストラリア (東南アジアのテレビチャンネル)でも放送される。

### ウィークエンド・ブレックファスト（Weekend Breakfast）
『ウィークエンド・ブレックファスト（Weekend Breakfast）』は、週末の7:00から11:00まで、ABCテレビとABCニュース (オーストラリアのテレビチャンネル)で、シドニーのウルティモにあるABCのメインナショナルニューススタジオから放送され、ジョアンナ・ニコルソンとファウジア・イブラヒムが出演する。

### ABCニュースモーニングス（ABC News Mornings）
『ABCニュースモーニングス』（ABC News Mornings）は、シドニーのウルティモにあるABCのメインナショナルニューススタジオからジョー・オブライエンがキャスターを務め、ABCテレビとABCニュースで平日9:00に放送される。スポーツはポール・ケネディが、天気はネイト・バーンが、どちらもメルボルンのスタジオから伝える。

### ABCニュース・アット・ヌーン（ABC News at Noon）
『ABCニュース・アット・ヌーン（ABC News at Noon）』は、ロス・チャイルズ（平日）とミリアム・コロワ（週末）がキャスターを務め、シドニー郊外のアルティモにあるABCのメインナショナルニューススタジオで放送され、オーストラリア東部標準時・夏時間の正午にオーストラリア各州と準州のABCテレビとABCニュース (オーストラリアのテレビチャンネル)で放送される。時間の遅れが最新の状態を維持するには長すぎると考えられたため、最初の放送の2時間〜3時間後に西オーストラリア州向けのバージョンが制作された。
2005年2月に開始したこの番組は、あまり成功していない『ミッデイ・ニュース・アンド・ビジネス（Midday News and Business）』に取って代わり、続いて長期にわたる『ワールド・アット・ヌーン（World at Noon）』に置き換えられた。

### 7.30
『7.30』は、シドニーのアルティモにあるABCの全国ニューススタジオからリー・セールスがキャスターを務め、平日夜19:30にABCテレビで放送される。ただし、大きな州の政治関連の出来事が発生した場合、全国番組は地方版によって先取りされる可能性がある。

### ABCレイトニュース（ABC Late News）
『ABCレイトニュース（ABC Late News）』は、ABCのパースニューススタジオからマイケル・テトロウがキャスターを務め、平日夜22:30（東部標準時間）にABCテレビで放送される。
パースから西オーストラリア州のための別版が、同じくマイケル・テトロウがキャスターを務め、 ABCで平日夜22:30（西部時間）に、次にABCニュースで午前0時（東部時間）と深夜1:00から放送されます。その後、テトロウは15分間の『ニュースオーバーナイト（News Overnight）』も担当する。

### ニュースアップデイツ（News Updates）
全国ニュースの更新はABCテレビで1日中放映され、夕方の更新はほとんどの州でそれぞれの州のニュースプレゼンターによって生放送される。ABCのアルティモスタジオから、平日夜20:30の更新を制作し、カリーナ・カルバリョが担当する。
全国の最新情報は、ABCニュース・オンラインからオンデマンドで入手できる。

### ABCニュースチャンネル速報（ABC News channel bulletins）
『ABCニュースモーニングス』、『ABCニュースアフタヌーンズ』、『The World (ニュース番組)』、『ザ・ワールド・ディス・ウィーク（The World This Week）』、『ウィークエンド・ブレックファスト』などのニュース番組は、ABCニュース独自の30分および15分の時報とともに放送される。